# Torre Cadeco
La Torre Cadeco es proyecto un rascacielos que se preveía se empezaría a construir a finales de 2013 en la ciudad de Potosí, Bolivia. Proyectado para ser el edificio más alto del sur de Bolivia y el tercer más alto de Bolivia después del edificio Mario Mercado, la Torre Cadeco tendrá 29 pisos distribuidos y una altura de 116 metros.
Su ubicación prevista es la avenida Pedro Domingo Murillo, en la ciudad satélite, en pleno prado potosino. La mayor parte del edificio será usada para residencias, pero tendrá oficinas, un supermercado y un centro comercial en las primeras plantas.
Tomando como parámetro esta edificación, la inversión en su construcción demandará 6 millones de dólares, aproximadamente. El edificio tendrá 29 plantas, tomando en cuenta dos sótanos para parqueos, de tres a cuatro pisos habilitados para actividad comercial, además de 20 niveles para departamentos y dos para las oficinas de Cadeco.
Los dos últimos pisos los destinarán a la recreación, por lo que se calcula que esta estructura tendría por lo menos 80 m de altura.
La norma propuesta por Cadeco pretende determinar zonas en la ciudad donde se puedan hacer este tipo de edificaciones, dejando establecido que el casco histórico de la ciudad no se vería alterado. Se preservaría así el patrimonio arquitectónico de la ciudad.
Su construcción se iniciará el 9 de diciembre de 2013 y se prevé que sea concluido a principios de 2015.